# Bucerius Law School
 (août 2014).
Si vous disposez d'ouvrages ou d'articles de référence ou si vous connaissez des sites web de qualité traitant du thème abordé ici, merci de compléter l'article en donnant les références utiles à sa vérifiabilité et en les liant à la section « Notes et références ».

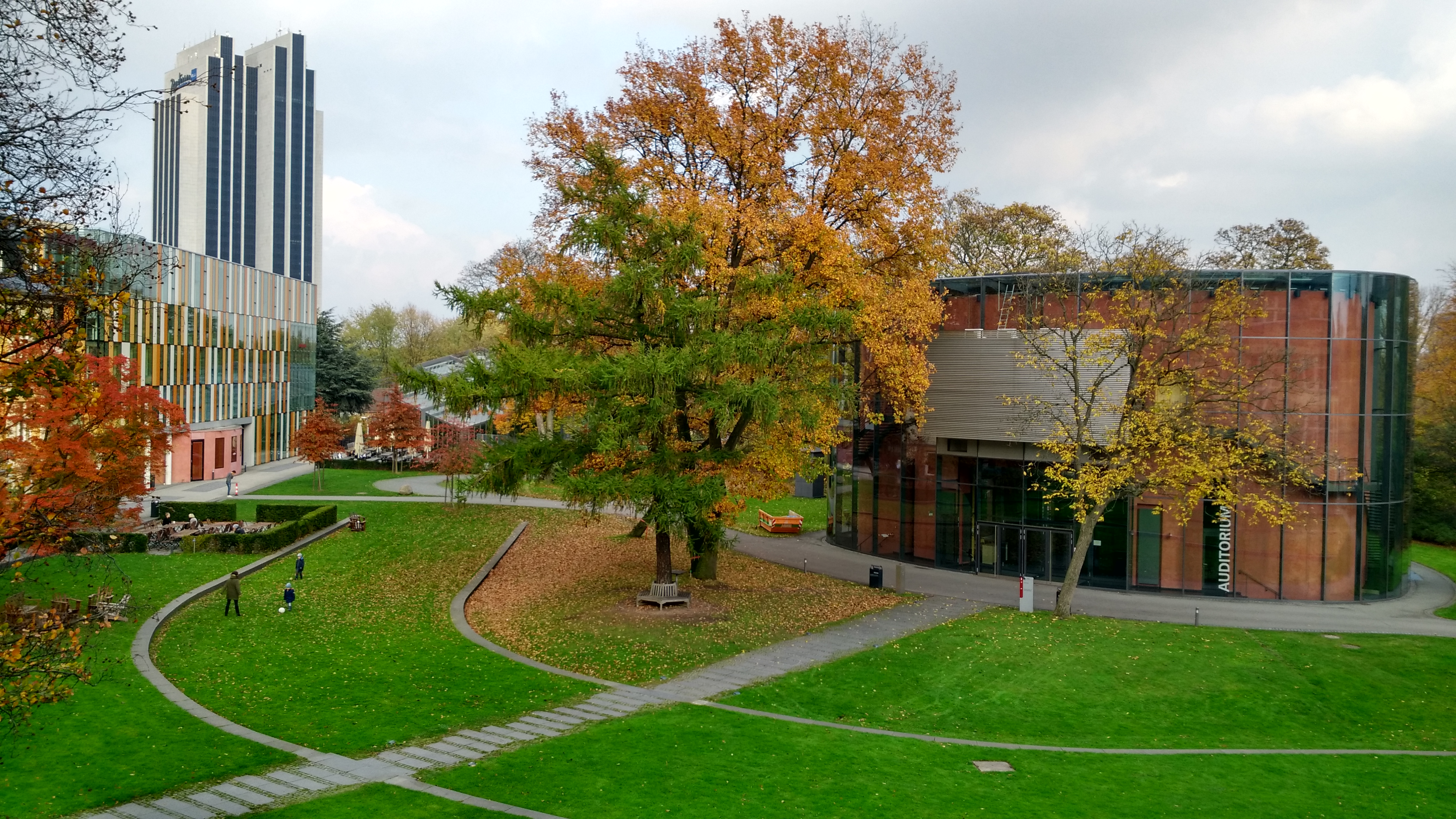
La Bucerius Law School.

Bucerius Law School Hochschule für Rechtswissenschaft (École supérieure privée de Droit de Hambourg) est la première école privée de droit d'Allemagne.
Créée en 2000 sous l'impulsion de la ZEIT-Stiftung Ebelin und Gerd Bucerius, l'école a acquis sa réputation grâce à la mise en œuvre de techniques d'enseignements particulières. Le Droit y est enseigné à la méthode américaine : apprentissage basé sur des cas pratiques et très nombreuses interventions de praticiens du Droit.
95 % des étudiants de l'école obtiennent des mentions aux examens d'État contre vingt-deux pour cent des étudiants des universités publiques. Ces résultats sont une des principales raisons qui ont conduit la Bucerius à figurer à la première place du classement CHE Hochschulranking du Zeit pour le droit.
Cette école a conclu des partenariats avec quatre-vingt-sept universités étrangères dont l'Institut d’études politiques de Paris (Sciences Po), l'Université Paris 1 Panthéon-Sorbonne, l'Université catholique de Lyon, l'Université Laval, l'Université d'Oxford, l'Université de Cambridge, l'Université Stanford, l'Université Columbia, l'Université de New York, l'Université de Californie (Berkeley), l'Université de Pennsylvanie, l'Université Northwestern, l'Université du Michigan (Ann Arbor), l'Université de Virginie, l'Université Cornell, l'Université Duke, l'Université de Georgetown et l'Université de Boston. Chaque année, elle accueille environ quatre-vingt étudiants étrangers, à travers son programme d'échange. Ce programme, intitulé "Program in International and Comparative Business Law" est dispensé en langue anglaise.
Depuis 2006, en collaboration avec le WHU - Otto Beisheim School of Management à Vallendar, en Rhénanie, Bucerius Law School propose un master Law and Business (MLB), dispensé également en langue anglaise.
Pour les étudiants allemands, le cursus complet dure quatre ans. Les étudiants sont admis après examen écrit et entretien oral. Les promotions sont composées d'une centaine d'étudiants par rapport à plus de six-cents candidatures chaque année.
Bien que la scolarité soit payante, la participation de la ZEIT-Stiftung Ebelin und Gerd Bucerius est indispensable au bon fonctionnement de l'école.
Le budget annuel de la Bucerius Law School pour 2016 est proche de 17,8 millions d'euros, la contribution de la fondation Zeit représente soixante-deux pour cent du budget. Les principaux autres donateurs sont de très grandes firmes allemandes et des cabinets internationaux d'avocats.
Gerd Bucerius (1906-1995), fondateur du journal Die Zeit, journaliste, politicien et juge est une grande personnalité de la ville libre et hanséatique de Hambourg. Il a participé à la résistance contre le nazisme. À sa mort, la fondation Zeit (Zeit-Siftung) a été rebaptisée ZEIT-Stiftung Ebelin und Gerd Bucerius. La fondation étant à l'origine de l'école de Droit, ce n'est pas un hasard si elle porte le nom du créateur du journal.